# Anomotoma conturbans
Anomotoma conturbans är en skalbaggsart som beskrevs av Reé Michel Quentin och Jean François Villiers 1978. Anomotoma conturbans ingår i släktet Anomotoma och familjen långhorningar.
Artens utbredningsområde är Gabon. Inga underarter finns listade i Catalogue of Life.